# José Edison Mandarino
 (juillet 2018).
José Edison Mandarino, né le 26 mars 1941 à Jaguarão, est joueur de tennis professionnel brésilien.
Membre de l'équipe du Brésil de Coupe Davis du Brésil entre 1961 et 1975, il totalise 68 victoires pour 41 défaites. Associé à Thomaz Koch, ils terminent la Coupe Davis 1966 à la troisième place, après avoir battu les américains Cliff Richey et Dennis Ralston en demi-finale.
Son meilleur résultat en Grand Chelem est un quart de finale en double à Roland-Garros en 1968 et en 1972 avec Thomaz Koch. En simple, sa meilleure performance sur le circuit ATP est une demi-finale à Kitzbühel en 1972. En 1973, il bat Arthur Ashe, 9e mondial à Madrid.

## Palmarès

### Titre en simple messieurs
| No | Date       | Nom et lieu du tournoi                | Catégorie | Surface      | Finaliste      | Score              |  |
| -- | ---------- | ------------------------------------- | --------- | ------------ | -------------- | ------------------ |  |
| 1  | 08-08-1962 | Bavarian Tennis Championships, Munich |           | Terre (ext.) | Manuel Santana | 1-6, 6-3, 6-2, 6-4 |  |

### Titres en double messieurs
| No | Date       | Nom et lieu du tournoi                   | Catégorie | Surface      | Partenaire     | Finalistes                       | Score                   |  |
| -- | ---------- | ---------------------------------------- | --------- | ------------ | -------------- | -------------------------------- | ----------------------- |  |
| 1  | 1967       | Tournoi de tennis de Barcelone Barcelone |           | Terre (ext.) | Thomaz Koch    | Ramanathan Krishnan Rafael Osuna | 6-2, 6-4, 8-6           |  |
| 2  | 22-03-1971 | Tournoi de tennis de Caracas Caracas     |           | Terre (ext.) | Thomaz Koch    | Gerald Battrick Peter Curtis     | 6-4, 3-6, 6-7, 6-4, 7-6 |  |
| 3  | 26-04-1976 | Tournoi de tennis de Madrid Madrid       |           | Terre (ext.) | Carlos Kirmayr | John Andrews Colin Dibley        | 7-6, 4-6, 8-6           |  |

### Finales en double messieurs
| No | Date       | Nom et lieu du tournoi                   | Catégorie | Surface      | Vainqueurs                          | Partenaire      | Score                   |  |
| -- | ---------- | ---------------------------------------- | --------- | ------------ | ----------------------------------- | --------------- | ----------------------- |  |
| 1  | 1964       | Tournoi de tennis de Barcelone Barcelone |           | Terre (ext.) | Roy Emerson Ken Fletcher            | Eduardo Soriano | 6-3, 8-6, 1-6, 5-7, 6-3 |  |
| 2  | 1966       | Tournoi de tennis de Barcelone Barcelone |           | Terre (ext.) | Roy Emerson Fred Stolle             | Thomaz Koch     | 9-7, 6-4                |  |
| 3  | 1968       | Tournoi de tennis de Barcelone Barcelone |           | Terre (ext.) | Carlos Fernandes Patricio Rodríguez | Thomaz Koch     | 6-2, 3-6, 6-3, 6-1, 6-4 |  |
| 4  | 23-07-1973 | Head Cup Kitzbühel                       |           | Terre (ext.) | Jim McManus Raúl Ramírez            | Tito Vázquez    | 6-2, 6-2, 6-3           |  |

### Titre en double mixte
| No | Date       | Nom et lieu du tournoi     | Catégorie | Surface      | Partenaire      | Finalistes                     | Score    |          |
| -- | ---------- | -------------------------- | --------- | ------------ | --------------- | ------------------------------ | -------- | -------- |
| 1  | 03-05-1965 | Italian Championships Rome |           | Terre (ext.) | Carmen Coronado | Elena Subirats Vicente Zarazua | 6-1, 6-1 | Parcours |

### Finale en double mixte
| No | Date       | Nom et lieu du tournoi        | Catégorie | Surface      | Vainqueurs                  | Partenaire      | Score    |          |
| -- | ---------- | ----------------------------- | --------- | ------------ | --------------------------- | --------------- | -------- | -------- |
| 1  | 02-08-1965 | German Championships Hambourg |           | Terre (ext.) | Margaret Smith Neale Fraser | Carmen Coronado | 6-4, 7-5 | Parcours |

## Parcours dans les tournois duGrand Chelem

### En simple
- Internationaux de France de tennis : 3e tour en 1960, 1964, 1965, 1966 et 1968
- Tournoi de Wimbledon : 3e tour en 1967, 1968 et 1970
- US Open : 1er tour en 1962

### En double
- Internationaux de France de tennis : quart de finale en 1968 et 1972
- Tournoi de Wimbledon : quart de finale en 1963